# Pascal Pannier
Pascal Pannier (* 1. November 1998 in Wittenberg) ist ein deutscher Fußballspieler. 

## Karriere
Nach seinen Anfängen in der Jugend vom SV Rot-Weiß Kemberg wechselte er im Sommer 2011 in die Jugendabteilung des Halleschen FC. Dort kam er auch zu seinem ersten Einsatz im Profibereich in der 3. Liga, als er am 26. August 2017, dem 6. Spieltag, beim 1:1-Unentschieden auswärts beim Karlsruher SC in der 72. Spielminute für Mathias Fetsch eingewechselt wurde. Im Sommer 2018 erfolgt sein Wechsel zum 1. FC Lokomotive Leipzig, zwei Jahre später zum Lokal- und Ligarivalen BSG Chemie Leipzig. Im Sommer 2021 wechselte er zur SG Union Sandersdorf in die Oberliga Nordost.